# 丸亀市立城坤小学校
丸亀市立城坤小学校（まるがめしりつ じょうこんしょうがっこう）は、香川県丸亀市今津町348にある公立小学校。

## 概要
ゆめタウン丸亀の周辺に位置する小学校である。

## 歴史

### 沿革
- 1872年7月15日 - 今津、塩屋、津森、地方、中府、山ノ北、田村、新田、上金倉、下金倉の十ケ村組合の郷校を開いた。
- 1876年1月1日 - 郷校を廃して、各村に一校を設置した。
（松尾・柳泉・経田・蓮池・通義・亀池・双池学校）
- 1891年11月26日 - 今津、塩屋尋常小学校、金倉簡易小学校を廃して、六郷尋常小学校と称し、塩屋、上金倉旧校舎内に仮分教場を設置。
- 1941年 - 国民学校令に基づき、丸亀市立城坤国民学校に改称。
- 1947年 - 六三三四制で丸亀市立城坤小学校に改称。

## 進学先中学校
- 丸亀市立西中学校

## 交通
- JR 予讃線 讃岐塩屋駅より徒歩19分程度

## 通学区域
前塩屋町一丁目の一部、前塩屋町二丁目、塩屋町二丁目の一部、塩屋町三丁目、塩屋町四丁目、金倉町、中津町、今津町、天満町一丁目、天満町二丁目、津森町の一部、新田町、昭和町、田村町の一部

## 著名な出身者
- 吉川元 - 立憲民主党衆議院議員（比例九州・大分2区)